# Tempexquititla
Tempexquititla är en ort i Mexiko.   Den ligger i kommunen San Martín Chalchicuautla och delstaten San Luis Potosí, i den sydöstra delen av landet, 210 km norr om huvudstaden Mexico City. Tempexquititla ligger 136 meter över havet och antalet invånare är 424.
Terrängen runt Tempexquititla är kuperad västerut, men österut är den platt. Runt Tempexquititla är det ganska tätbefolkat, med 248 invånare per kvadratkilometer. Närmaste större samhälle är Tamazunchale, 17,9 km väster om Tempexquititla. Omgivningarna runt Tempexquititla är en mosaik av jordbruksmark och naturlig växtlighet.